# ريتشارد ديكسون أولدهام
ريتشارد ديكسون أولدهام (بالإنجليزية: Richard Dixon Oldham)‏، كان جيولوجياً بريطانياً وكان أول من فصل موجة P وموجة S والموجات السطحية على مقياس الزلازل، وأول من أعطى دليل على أن الأرض تملك نواة مركزية.

## روابط خارجية
- ريتشارد ديكسون أولدهام على موقع الموسوعة البريطانية (الإنجليزية)